# 1938 en mathématiques
| Années des mathématiques : 1935 - 1936 - 1937 - 1938 - 1939 - 1940 - 1941    |
| Décennies des mathématiques : 1900 - 1910 - 1920 - 1930 - 1940 - 1950 - 1960 |

Cet article présente les faits marquants de l'année 1938 en mathématiques.

## Évènements
- Mars : le mathématicien français Louis Couffignal soutient sa thèse de doctorat intitulée Sur l'analyse mécanique. Application aux machines à calculer et aux calculs de la mécanique céleste. Il y pose les principes du calculateur universel binaire électromécanique.
- 21 juin : le mathématicien britannique Alan Turing soutient sa thèse de doctorat à Princeton intitulée Systems of Logic Based on Ordinals (en) (« Les systèmes logiques des nombres ordinaux »).

## Naissances
- 9 janvier :
  - Chakravarthi Padmanabhan Ramanujam (mort en 1974), mathématicien indien.
  - Michèle Raynaud, mathématicienne française.
- 11 janvier : Fischer Black (mort en 1995), mathématicien américain.
- 16 janvier : Frederick Rowbottom (mort en 2009), logicien et mathématicien anglais.
- 29 janvier : Jean Celeyrette, mathématicien et médiéviste, historien et philosophe des mathématiques français.
- 25 février : Robion Kirby, mathématicien américain.
- 4 mars : Jean Ginibre, mathématicien et physicien français.
- 7 mars : Michael Rosen, mathématicien américain.
- 13 mars : Alexandre Arkhanguelski, mathématicien russe.
- 15 mars : Robin Hartshorne, mathématicien américain.
- 20 mars : Sergueï Novikov (mort en 2024), mathématicien russe, médaille Fields en 1970.
- 25 mars : Richard Tapia, mathématicien américain.
- 7 avril : Thomas Banchoff, mathématicien américain.
- 8 avril : Mary Gray, mathématicienne américaine.
- 25 avril : James Simons, mathématicien américain.
- 30 avril : Larry Niven (mort né en 1972 2006), mathématicien et auteur américain de science-fiction et de fantasy américain.
- 4 mai : Guillermo Owen, mathématicien colombien.
- 5 mai : Gerhard Michler, mathématicien allemand.
- 17 mai : J. Arthur Seebach, Jr. (mort en 1996), mathématicien américain.
- 25 mai : Alessandro Figà Talamanca (mort en 2023), mathématicien italien.
- 29 mai : Gérard Rauzy (mort en 2010), mathématicien français.
- 16 juin : 
  - Dietrich Braess, mathématicien allemand.
  - Michel Raynaud (mort en 2018), mathématicien français.
- 17 juin : Ian Sloan, mathématicien australien.
- 25 juin : Alexandre Chorin, mathématicien américain.
- 19 juillet : Galina Tyurina (morte en 1970), mathématicienne soviétique.
- 24 août : Charles Goulaouic (mort en 1983), mathématicien français.
- 7 septembre : Alexeï Tchervonenkis (mort en 2014), mathématicien russe.
- 30 septembre : Michel Serfati (mort en 2018), mathématicien, philosophe et historien des sciences français.
- 8 octobre : Kanta Gupta (morte en 2016), mathématicienne canadienne.
- 12 octobre : Judith Grabiner, mathématicienne et historienne des mathématiques américaine.
- 14 octobre : Philippe Ciarlet, mathématicien français.
- 18 octobre : Phillip Griffiths, mathématicien américain.
- 22 octobre : Mohamed Boumahrat, mathématicien et scientifique algérien.
- 30 octobre : Marina Ratner (morte en 2017), mathématicienne russo-américaine.
- 10 novembre : Max Karoubi, mathématicien français.
- 17 novembre : Frédéric Pham, mathématicien et physicien franco-vietnamien.
- 30 novembre : Neil Robertson), mathématicien canado-américain.
- 4 décembre : George Andrews, mathématicien américain.
- 10 décembre : Ronald Douglas (mort en 2018), mathématicien américain.
- 15 décembre : Robert Solovay, mathématicien américain.
- 17 décembre : Robert M. Solovay, mathématicien américain.
- 28 décembre : Mary Wheeler, mathématicienne américaine.
- 30 décembre : Howell Peregrine (mort en 2007), mathématicien appliqué britannique.
- Décembre : David Singmaster (mort en 2023), mathématicien américain.

- Achi Brandt, mathématicien israélien.
- David Lovelock, physicien théoricien et mathématicien britannique.

## Décès
- 19 février : Edmund Landau (né en 1877), mathématicien allemand.
- 26 avril : Edmund Husserl (né en 1859), philosophe, logicien et mathématicien allemand, fondateur de la phénoménologie.
- Avril : Filip Filipović (né en 1878), mathématicien et homme politique serbe et yougoslave.
- 15 juin : Hans Fitting (né en 1906), mathématicien allemand.
- 22 juillet : Ernest William Brown (né en 1866), mathématicien et astronome américain d'origine britannique.
- 11 septembre : Edmond Maillet (né en 1865), mathématicien français.
- 23 septembre : Maurice d'Ocagne (né en 1862), mathématicien français.
- 24 septembre : Lev Schnirelmann (né en 1905), mathématicien soviétique.
- 9 décembre : James Pierpont (né en 1866), mathématicien américain.
- Décembre : David Singmaster, mathématicien britannique.